# Nationalratswahlkreis Freiburg-Süd
Der Nationalratswahlkreis Freiburg-Süd war ein Wahlkreis bei Wahlen in den Schweizer Nationalrat. Er bestand von 1851 bis 1919 (Einführung des heute üblichen Proporzwahlrechts) und umfasste den südlichen Teil des Kantons Freiburg.

## Wahlverfahren
Hierbei handelte es sich um einen Pluralwahlkreis. Dies bedeutet, dass zwar mehrere Sitze zu verteilen waren, jedoch das Majorzwahlrecht zur Anwendung gelangte. Im Sinne der romanischen Mehrheitswahl benötigte ein Kandidat die absolute Mehrheit der Stimmen, um gewählt zu werden. Zur Verteilung aller Sitze waren unter Umständen mehrere Wahlgänge notwendig. Jeder Wähler hatte so viele Stimmen, wie Sitze zu vergeben waren.

## Bezeichnung und Sitzzahl
Freiburg-Süd ist eine inoffizielle geographische Bezeichnung. Im amtlichen Gebrauch üblich war eine über die gesamte Schweiz angewendete fortlaufende Nummerierung, geordnet nach der Reihenfolge der Kantone in der schweizerischen Bundesverfassung. Aufgrund der wechselnden Anzahl im Laufe der Jahre erhielten manche Wahlkreise mehrmals eine neue Nummer. Freiburg-Süd trug ab 1851 (erstmalige Anwendung eines einheitlichen Bundesgesetzes) die Nummer 21, ab 1872 die Nummer 22 und ab 1881 die Nummer 23.
Die Sitzzahl in Freiburg-Süd änderte sich mehrmals:
- 1848 bis 1869: 2 Sitze
- 1872 bis 1878: 3 Sitze
- 1881 bis 1908: 2 Sitze
- ab 1911: 5 Sitze

## Ausdehnung

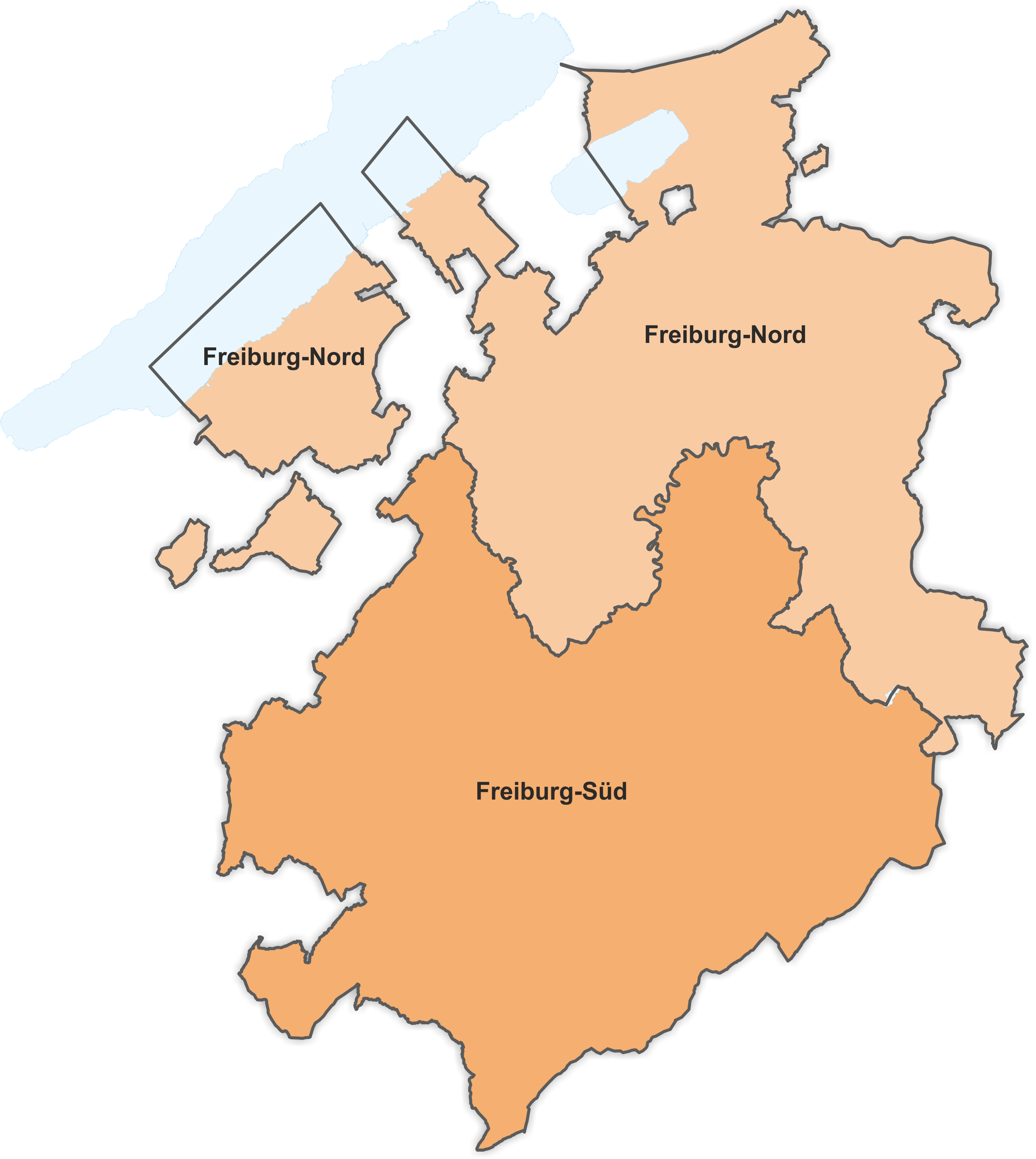
Wahlkreise Kanton Freiburg 1851–1872

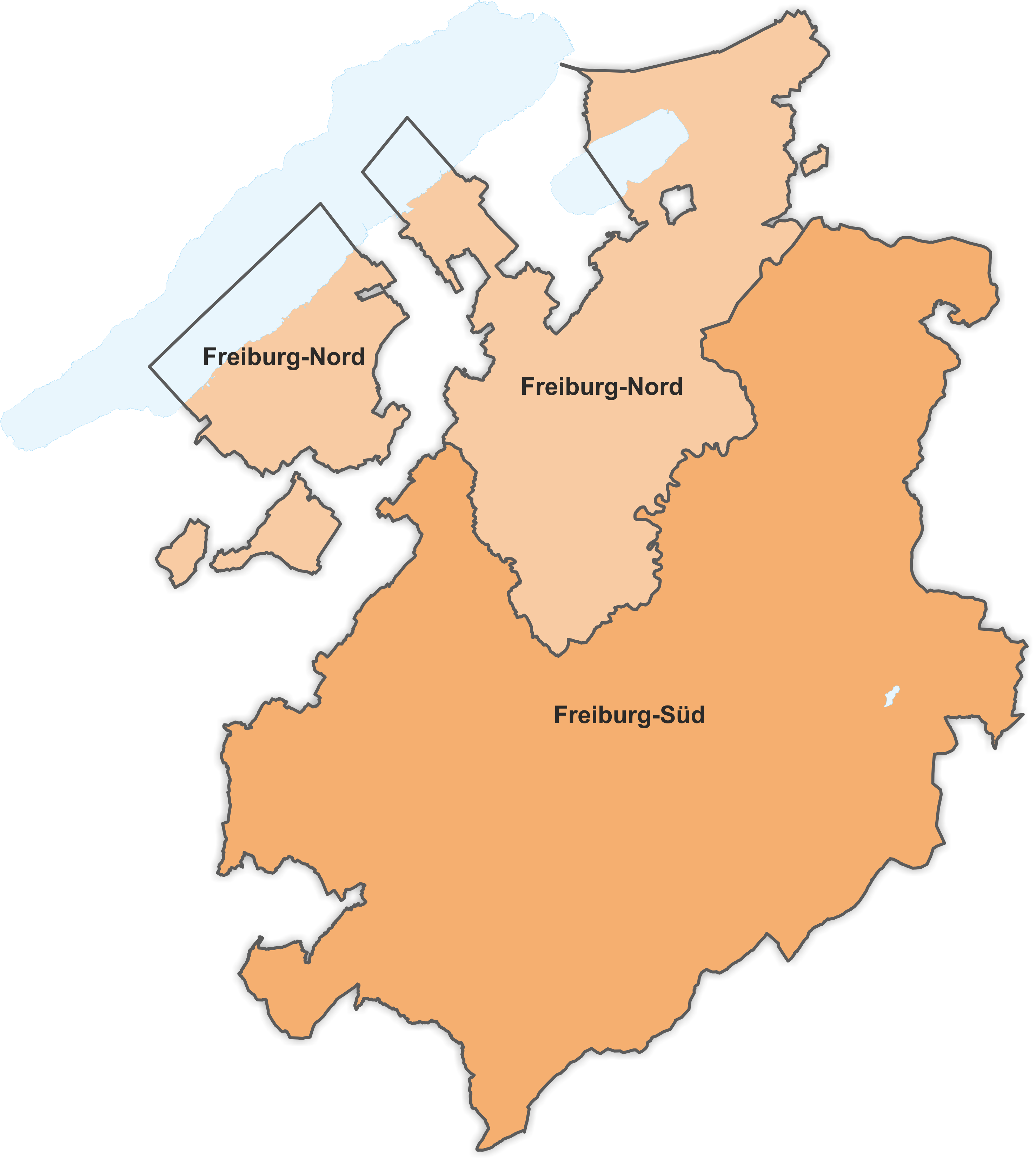
Wahlkreise Kanton Freiburg 1872–1881

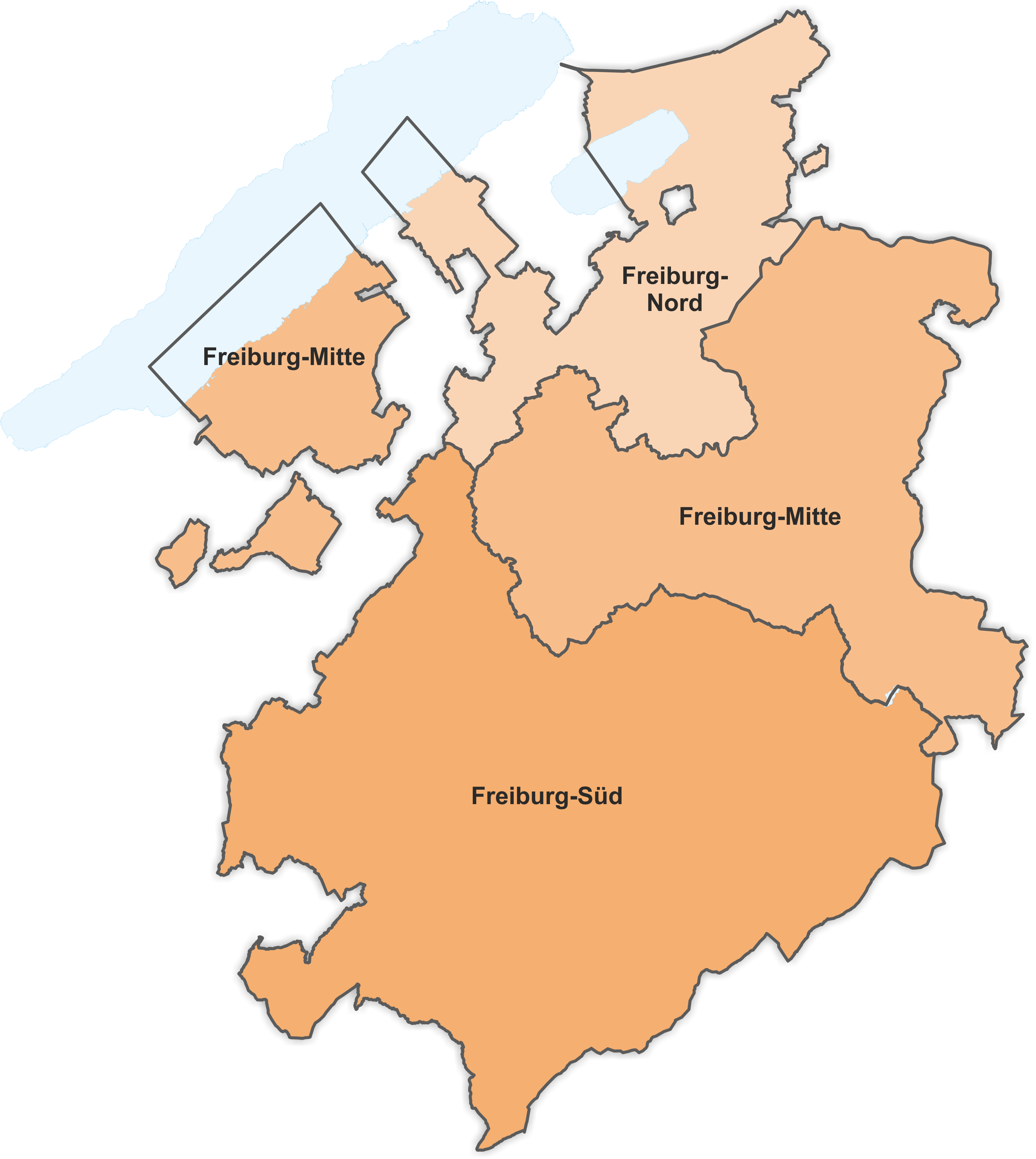
Wahlkreise Kanton Freiburg 1881–1911

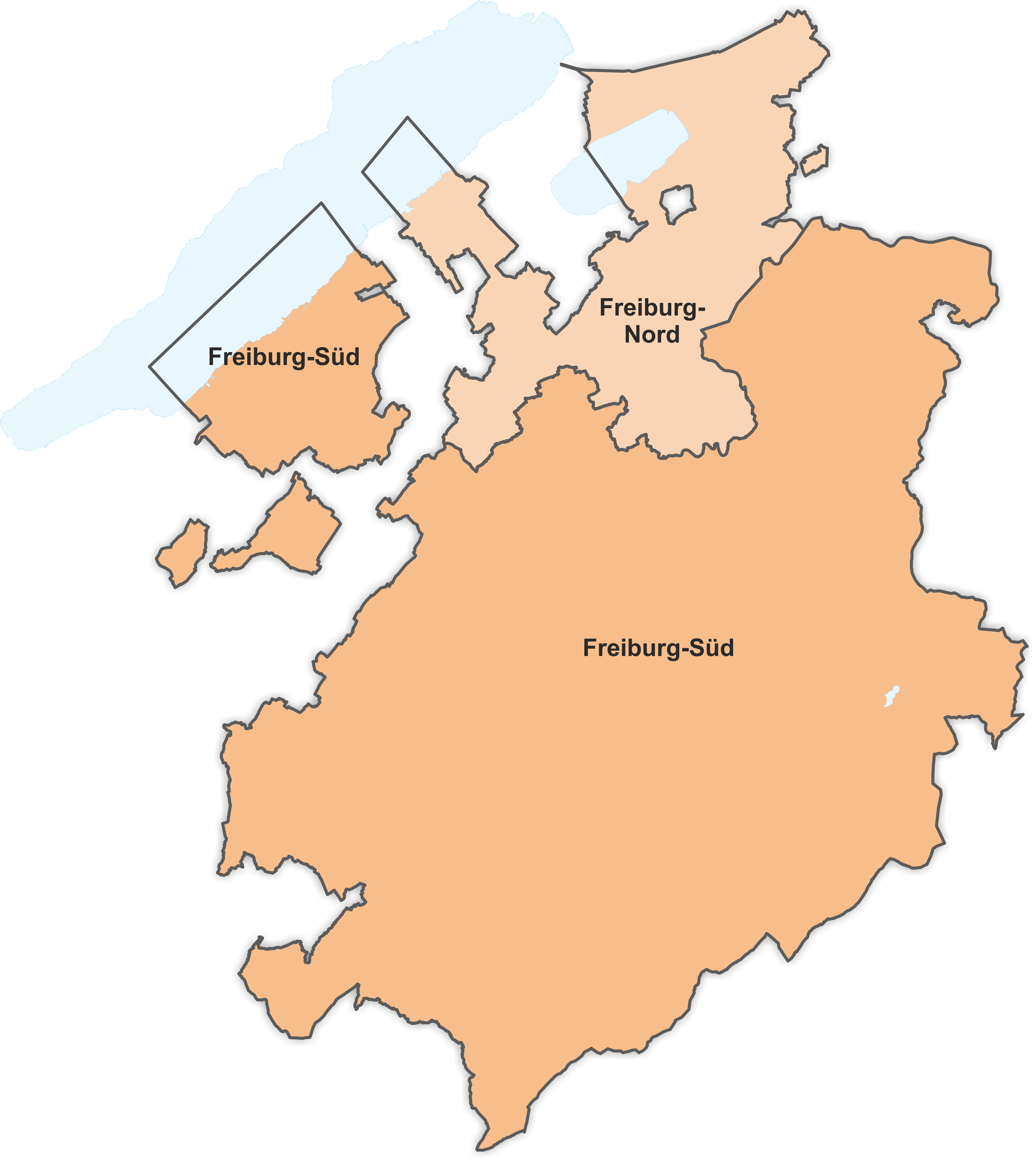
Wahlkreise Kanton Freiburg 1911–1919

Das Gebiet des Wahlkreises wurde am 21. Dezember 1850 mit dem «Bundesgesetz betreffend die Wahl der Mitglieder des Nationalrathes» erstmals verbindlich festgelegt. Er umfasste:
- den Glanebezirk
- den Greyerzbezirk
- im Saanebezirk den 5. Friedensgerichtskreis (d. h. den Gemeinden Arconciel, Bonnefontaine, Chésalles, Ependes, Essert, Ferpicloz, Marly-le-Grand, Marly-le-Petit, Montécu, Montévraz, Oberried, Pierrafortscha, Praroman, Sales, Senèdes, Treyvaux, Villarsel-sur-Marly und Zénauva)
- den Vivisbachbezirk

Gemäss dem «Bundesgesetz betreffend die eidgenössischen Wahlen und Abstimmungen» vom 19. Juli 1872 erfolgte eine Anpassung des Gebiets, als der Sensebezirk vom Wahlkreis Freiburg-Nord abgetrennt wurde, während von Freiburg-Süd der 5. Friedensgerichtskreis des Saanebezirks dorthin gelangte. Freiburg-Süd umfasste somit:
- den Glanebezirk
- den Greyerzbezirk
- den Sensebezirk
- den Vivisbachbezirk

Mit dem «Bundesgesetz betreffend die Wahlen in den Nationalrath» vom 3. Mai 1881 erfolgte eine markante Verkleinerung, als der Sensebezirk dem neu geschaffenen Wahlkreis Freiburg-Mitte hinzugefügt wurde. Freiburg-Süd umfasste nun:
- den Glanebezirk
- den Greyerzbezirk
- den Vivisbachbezirk

Zu einer letzten Gebietsveränderung kam es mit dem «Bundesgesetz betreffend die Nationalrathswahlkreise» vom 23. Juni 1911. Dabei wurde der Wahlbezirk Freiburg-Mitte aufgelöst und dessen Gebiet vollständig an Freiburg-Süd übertragen. Freiburg-Süd umfasste zuletzt:
- den Broyebezirk ohne den Kreis Dompierre (entspricht dem Gebiet der drei Exklaven)
- den Glanebezirk
- den Greyerzbezirk
- den Saanebezirk ohne die Stadt Freiburg und den Kreis Belfaux (d. h. ohne die Gemeinden Autafond, Belfaux, Cormagens, Corminboeuf, Cutterwil, Formangueires, Givisiez, Granges-Paccot, Grolley, La Corbaz, Lossy und Villars-sur-Glâne)
- den Sensebezirk
- den Vivisbachbezirk

1919 wurden die zwei Freiburger Wahlkreise zum heute noch bestehenden Nationalratswahlkreis Freiburg zusammengelegt, in welchem das Proporzwahlrecht gilt.

## Nationalräte
- G = Gesamterneuerungswahl
- E = Ersatzwahl bei Vakanzen

| Datum      | Wahl | Gewählte | Gewählte                                                                | Partei |
| ---------- | ---- | -------- | ----------------------------------------------------------------------- | ------ |
| 26.10.1851 | G    |          | Jean-François-Marcellin Bussard, Léon Pittet                            | FL     |
|            |      |          |                                                                         |        |
| 30.10.1853 | E    |          | Louis de Wuilleret                                                      | KK     |
|            |      |          |                                                                         |        |
| 29.10.1854 | G    |          | Hubert Charles, Louis de Wuilleret                                      | KK     |
|            |      |          |                                                                         |        |
| 25.10.1857 | G    |          | Hubert Charles, Louis de Wuilleret                                      | KK     |
|            |      |          |                                                                         |        |
| 28.10.1860 | G    |          | Hubert Charles, Louis de Wuilleret                                      | KK     |
|            |      |          |                                                                         |        |
| 25.10.1863 | G    |          | Louis de Wuilleret, Pierre-Théodule Fracheboud                          | KK     |
|            |      |          |                                                                         |        |
| 28.10.1866 | G    |          | Louis de Wuilleret, Pierre-Théodule Fracheboud                          | KK     |
|            |      |          |                                                                         |        |
| 31.10.1869 | G    |          | Louis de Wuilleret, Pierre-Théodule Fracheboud                          | KK     |
|            |      |          |                                                                         |        |
| 27.10.1872 | G    |          | Louis de Wuilleret, Louis Grand, Joseph Jaquet                          | KK     |
|            |      |          |                                                                         |        |
| 31.10.1875 | G    |          | Louis de Wuilleret, Louis Grand, Joseph Jaquet                          | KK     |
|            |      |          |                                                                         |        |
| 27.10.1878 | G    |          | Louis de Wuilleret, Louis Grand, Joseph Jaquet                          | KK     |
|            |      |          |                                                                         |        |
| 30.10.1881 | G    |          | Louis Grand, Joseph Jaquet                                              | KK     |
|            |      |          |                                                                         |        |
| 26.10.1884 | G    |          | Louis Grand, Alphonse Théraulaz                                         | KK     |
|            |      |          |                                                                         |        |
| 30.10.1887 | G    |          | Louis Grand, Alphonse Théraulaz                                         | KK     |
|            |      |          |                                                                         |        |
| 26.10.1890 | G    |          | Louis Grand, Alphonse Théraulaz                                         | KK     |
|            |      |          |                                                                         |        |
| 29.10.1893 | G    |          | Louis Grand, Alphonse Théraulaz                                         | KK     |
|            |      |          |                                                                         |        |
| 25.10.1896 | G    |          | Louis Grand, Alphonse Théraulaz                                         | KK     |
|            |      |          |                                                                         |        |
| 29.10.1899 | G    |          | Louis Grand, Alphonse Théraulaz                                         | KK     |
|            |      |          |                                                                         |        |
| 26.10.1902 | G    |          | Eugène Grand, Alphonse Théraulaz                                        | KK     |
|            |      |          |                                                                         |        |
| 19.10.1905 | G    |          | Eugène Grand, Alphonse Théraulaz                                        | KK     |
|            |      |          |                                                                         |        |
| 25.10.1908 | G    |          | Eugène Grand, Alphonse Théraulaz                                        | KK     |
|            |      |          |                                                                         |        |
| 29.10.1911 | G    |          | Alexandre-François-Louis Cailler                                        | FDP    |
| 29.10.1911 | G    |          | Max de Diesbach, Charles de Wuilleret, Eugène Grand, Alphonse Théraulaz | KK     |
|            |      |          |                                                                         |        |
| 25.10.1914 | G    |          | Alexandre-François-Louis Cailler                                        | FDP    |
| 25.10.1914 | G    |          | Max de Diesbach, Charles de Wuilleret, Eugène Grand, Jean-Marie Musy    | KVP    |
|            |      |          |                                                                         |        |
| 25.10.1914 | E    |          | Franz Boschung                                                          | KVP    |
|            |      |          |                                                                         |        |
| 28.10.1917 | G    |          | Alexandre-François-Louis Cailler                                        | FDP    |
| 28.10.1917 | G    |          | Franz Boschung, Charles de Wuilleret, Eugène Grand, Jean-Marie Musy     | KVP    |
|            |      |          |                                                                         |        |
| 28.04.1918 | E    |          | Oscar Genoud                                                            | KVP    |

## Quelle
- Erich Gruner: Die Wahlen in den Schweizerischen Nationalrat 1848–1919. Band 3. Francke Verlag, Bern 1978, ISBN 3-7720-1445-3.